# モニーク (女優)
モニーク（Mo'Nique, 本名: モニーク・アイメス、Monique Imes, 1967年12月11日 - ）は、アメリカ合衆国の女優、コメディアン、テレビ司会者。

## 来歴・人物

### 生い立ち
メリーランド州出身にて、4人兄弟の末っ子として生まれる。両親は共にアフリカ系であり、父親のスティーヴン・アイメス・Jrはドラッグ・カウンセラー、母親のアリスはエンジニア。

### キャリア

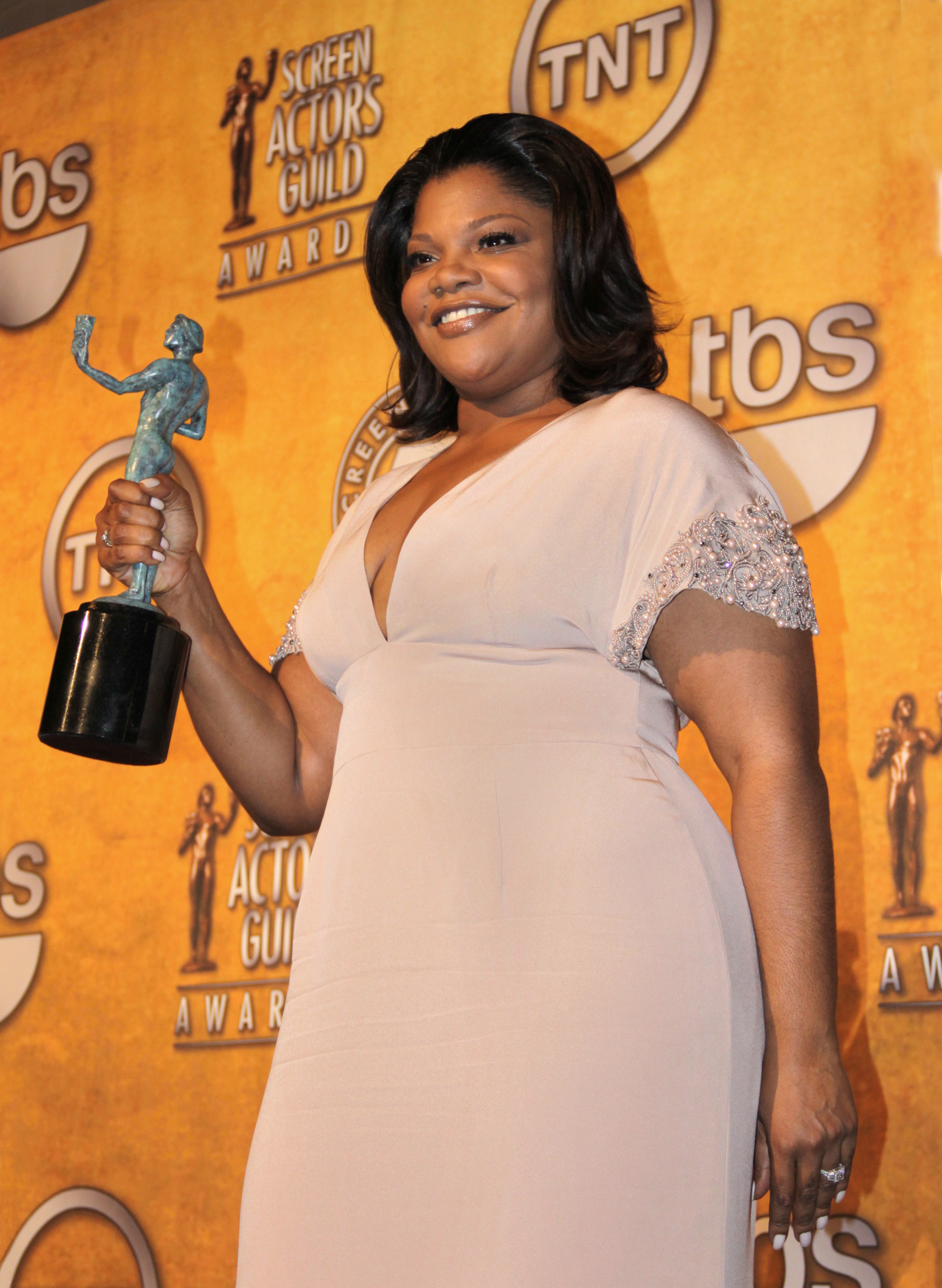
2010年の全米映画俳優組合賞授賞式にて。

女優としてのキャリアを始める前はテレフォンオペレーターとして働いていた。その後、弟からの勧めもありコメディアンとしてステージに立ち始めた。テレビシリーズ『The Parkers』のニコール・“ニッキー”・パーカー役で知られるようになり、自身の名前が付いた番組『Mo'Nique's Fat Chance』の司会者として活躍するようになる。2000年に『3ストライク』で映画デビュー。主にコミカルな役を演じてきた。2009年に出演した『プレシャス』ではこれまでのイメージを一新させ、主人公に苛烈な虐待を加える母親を見事に演じ切った。同作品において、その演技が批評家から大絶賛され、ゴールデングローブ賞、アカデミー助演女優賞をはじめ2009年における数々の映画賞をほとんど獲得した。かつては本も出版しており、『Skinny Women Are Evil: Notes of a Big Girl in a Small-Minded World』はベストセラーになっている。その他、2006年にはヘルシー思考の料理本も出版した。今後が最も期待される黒人女優の一人である。

### 私生活
二度の結婚歴があり、最初の夫は会計士であった。離婚した後は現夫と結婚。3人の息子の母親でもあり、そのうち二人は双子である。アカデミー助演女優賞を受賞した際には、夫であるシドニー・ヒックスの言葉が出演のきっかけであったこともあり、ステージ上で感謝の意を述べている。

## 主な出演作品

### 映画
| 公開年 | 邦題 原題                                                     | 役名                     | 備考 |
| ------ | ------------------------------------------------------------- | ------------------------ | --- |
| 2000   | 3ストライク 3 Strikes                                         | ダリア                   | |
| 2001   | サウスセントラルLA Baby Boy                                   | パトリシア               | |
| 2002   | 奪還 DAKKAN -アルカトラズ- Half Past Dead                     | Twitch's Girl            | |
| 2004   | ソウル・プレイン/ファンキーで行こう! Soul Plane               | ジャミカ                 | |
| 2005   | サイレンサー Shadowboxer                                      | プレシャス               | |
| 2005   | ドミノ Domino                                                 | ラティーシャ・ロドリゲス | |
| 2006   | 童貞ペンギン Farce of the Penguins                            | ヴィッキー               | 声の出演 |
| 2006   | ファット・ガール 愛はサイズを超える Phat Girlz                | ジャズミン               | 出演・製作総指揮 |
| 2006   | ビール・フェスタ 無修正版 ～世界対抗・一気飲み選手権 Beerfest | チェリー                 | |
| 2008   | ミート・ザ・ジェンキンズ Welcome Home, Roscoe Jenkins         | ベティ                   | |
| 2009   | プレシャス Precious: Based on the Novel Push by Sapphire      | メアリー                 | アカデミー助演女優賞 受賞 ゴールデングローブ賞 助演女優賞 受賞 英国アカデミー賞助演女優賞 受賞 全米映画批評家協会賞助演女優賞 受賞 インディペンデント・スピリット賞助演女優賞 受賞 |

### テレビシリーズ
| 放映年 | 邦題 原題                            | 役名                   | 備考        |
| ------ | ------------------------------------ | ---------------------- | ----------- |
| 2006   | NIP/TUCK マイアミ整形外科医 Nip/Tuck | エヴェッタ・ワシントン | 1エピソード |
| 2007   | アグリー・ベティ Ugly Betty          | ラマンダ               | 1エピソード |

## 参照
1. ↑  John-Hall, Annette (2006年4月8日). “Proudly 'phat' actress has a new, plus-sized role”. AZ Central.com 2009年12月16日閲覧。 {{cite news}}: 不明な引数|coauthors=が空白で指定されています。 (説明)⚠
2. ↑  The Oprah Winfrey Show, Interview with the cast of Welcome Home Roscoe Jenkins. Original air date January 28, 2008.